# Спейтстаун
Спейтстаун (англ. Speightstown, /ˈspaɪts.taʊn/) — второй по величине город на Барбадосе, крупный туристический центр. Город основан в XVII веке и назван в честь Уильяма Спейта, член первой Ассамблеи Барбадоса. На протяжении многих лет оставался одним из главных портов острова. Спайтстаун интересен своей архитектурой, сохранившей много старинных особняков колониальных времён. 
Одной из самых знаменитых жительниц города была популярная голливудская актриса Клодетт Кольбер, которая провела в Спайтстауне свои последние годы после выхода на пенсию.